# Leptonetela xianren
Espèce
Leptonetela xianren est une espèce d'araignées aranéomorphes de la famille des Leptonetidae.

## Distribution
Cette espèce est endémique du Hubei en Chine,. Elle se rencontre dans la grotte Xianren dans le xian de Hefeng.

## Description
Le mâle holotype mesure 2,23 mm et la femelle paratype 2,38 mm.

## Étymologie
Son nom d'espèce lui a été donné en référence au lieu de sa découverte, la grotte Xianren.

## Publication originale
- Wang, Xu & Li, 2017 : Integrative taxonomy of Leptonetela spiders (Araneae, Leptonetidae), with descriptions of 46 new species. Zoological Research, vol. 38, no 6, p. 321-448.